# Paragomphus mariannae
Paragomphus mariannae är en trollsländeart som beskrevs av Legrand 1992. Paragomphus mariannae ingår i släktet Paragomphus och familjen flodtrollsländor. Inga underarter finns listade i Catalogue of Life.